# Krieg (Album)
Krieg ist das vierzehnte Soloalbum des Berliner Rappers King Orgasmus One. Es erschien am 24. Dezember 2013 über das Independent-Label I Luv Money Records. Es wurde nur über Österreich vertrieben, da man eine Indizierung zum Jugendschutz durch die Bundesprüfstelle für jugendgefährdende Medien befürchtete.

## Inhalt und Stil
King Orgasmus One widmet sich, wie auf seinen anderen Alben, dem Hardcore-Rap sowie einer Mischung aus „Porno-Rap“ und Horrorcore. Große Teile des Albums handeln von einem diskriminierenden Umgang mit Frauen. Ebenfalls sind tierpornographische Inhalte, rechte, frauen- und schwulenfeindliche Texte enthalten. Ein Teil beschäftigt sich auch mit der heutigen Gesellschaft und der heutigen Hip-Hop-Subkultur.

## Entstehung
Zu Krieg wurde zuerst am 4. April 2013 eine Preview auf YouTube hochgeladen. Darauf waren kurze Ausschnitte der Tracks Krieg und Sterbebett 3 angespielt. In den darauffolgenden Monaten hörte man nichts mehr von dem Album. Orgi konzentrierte sich auf das neue Album „à la Imbiss Bronko“, das am 30. August veröffentlicht wurde. Am Ende seiner Wildschwein Tour, auf der er jenes Album vorstellte, rappte er am 25. Oktober in Weinheim den Track Krieg live, bei der er eine neue Maske trug, die später auch auf dem Cover-Bild zu sehen ist. Davon gibt es einige Mitschnitte, die auf YouTube zu finden sind. Am 25. November wurde das Cover des Albums veröffentlicht und die Vorbestellungsphase begann. Das Album wurde nur als CD auf der Seite streetshop.at zum Kauf zur Verfügung gestellt, da die harten Texte des Albums in Deutschland wahrscheinlich nicht toleriert werden. Ungewöhnlich war der hohe Preis für ein schlichtes 20-Track-Album (35 Euro). Am 26. November wurde ein Interview von Orgi hinter einer Leinwand mit verstellter Stimme auf seinem YouTube Channel online gestellt, in dem er nähere Daten zu dem Album bekannt gab. Am 4. Dezember folgte eine weitere Preview mit den Tracks „General Orgasmus“ und „Fick die Ex 3“ mit besagter Maske. Am 18. Dezember wurde ein Upload des Musikvideos zu dem Track „Hemmungslos“ mit MOH und Pask angekündigt, das am selben Tag erfolgte. Am 26. Dezember, zwei Tage nach Veröffentlichung des Albums, wurde über Orgis Facebook-Fanpage ein Musikvideo zu Myra Sophie einen Tag später angekündigt. Dieses erschien jedoch nur am 29. Dezember für einige Stunden, bis es schließlich wieder aus YouTube genommen und anschließend in zensierter Version wieder hochgeladen wurde. Die FSK-18-Version kann man sich seit dem 1. Januar 2014 auf YouPorn mit den ungeschnittenen Inhalten anschauen. Die Veröffentlichung der CD ist in der Fangemeinde auf erhebliche Kritik gestoßen, da Textpassagen trotz Freigabe ab 18 und Vertrieb über Österreich auf dem Tonträger zensiert worden sind (z. B. Track 4 „General Orgasmus“).
Vier Monate nach Veröffentlichung des Albums erfolgte ein Statement von King Orgasmus auf seinem Facebook-Auftritt, wo er mit der Unzuverlässigkeit seines ehemaligen Mitarbeiters die bisher nicht verschickten Alben erklärte. Schließlich erwähnte er als Entschädigung eine EP aufzunehmen die in Zukunft mit jeder Bestellung miteinhergehen würde.

## Titelliste
| #  | Titel                           | Gastbeiträge                                                      | Länge |
| -- | ------------------------------- | ----------------------------------------------------------------- | ----- |
| 1  | Intro                           |                                                                   | 0:51  |
| 2  | Krieg                           |                                                                   | 3:38  |
| 3  | Sterbebett 3                    | MOH, Pask & Smoke M                                               | 3:43  |
| 4  | General Orgasmus                |                                                                   | 2:15  |
| 5  | Warum hast du das getan? (Skit) |                                                                   | 0:42  |
| 6  | Fick die Ex 3                   |                                                                   | 2:39  |
| 7  | Erzwungene Liebe                | Smoke M                                                           | 2:44  |
| 8  | Rote Rosen                      |                                                                   | 3:24  |
| 9  | I Need Your Love                |                                                                   | 3:11  |
| 10 | Rest in Peace                   |                                                                   | 2:51  |
| 11 | P.S Ich liebe dich              |                                                                   | 3:05  |
| 12 | Hass                            | MOH & Pask                                                        | 2:20  |
| 13 | Hemmungslos                     | MOH & Pask                                                        | 3:37  |
| 14 | Geschäftsidee (Skit)            |                                                                   | 0:58  |
| 15 | Myra Sophie                     |                                                                   | 3:12  |
| 16 | Es gibt kein Battle 4           | MC Basstard, MOH, Pilz, JAW, Smoke M, Pask, Doc Martenz & Chikksn | 6:43  |
| 17 | Time to Go                      | Steff                                                             | 3:47  |
| 18 | Holt die Gummis aus der Tasche  | Chikksn                                                           | 3:42  |
| 19 | Religiös Unseriös (Skit)        |                                                                   | 0:08  |
| 20 | Kriegführer                     | Schwartz                                                          | 2:43  |

## Gastbeiträge
Das Album ist ein echtes Solo-Album, da im Gegensatz zu älteren Alben wenige Features vertreten sind. Die meisten Gastbeiträge stammen von Pask und MOH (Sterbebett, Hass, Hemmungslos, Es Gibt Kein Battle 4). Smoke M ist auf drei Tracks zu hören (Sterbebett, Erzwungene Liebe, Es Gibt Kein Battle 4). Chikksn ist zweimal auf der Tracklist vertreten (Es Gibt Kein Battle 4, Holt Die Gummis Aus Der Tasche). Neben Steff (Time To Go) und Schwartz (Kriegführer) sind MC Basstard, Pilz, JAW und Doc Martenz nur jeweils einmal, auf Es Gibt Kein Battle 4 vertreten.

## Illustration
Das CD-Cover zeigt Orgi im Anzug auf der rechten Seite, wie er eine nackte Frauenpuppe an der Hand hält. Der Hintergrund ist rot-weiß. Außen ist ein brauner Bilderrahmen angedeutet. Unten steht groß KЯIEG, darunter Strengstes Jugendverbot oben Fick deine Muttah Records Präsentiert.